# 長鰭褐蛇鰻
長鰭褐蛇鰻為輻鰭魚綱鰻鱺目糯鰻亞目蛇鰻科的其中一種，分布於印度洋的印度、斯里蘭卡及太平洋的巴布亞紐幾內亞及薩摩亞群島海域，棲息在底層水域，屬肉食性。

## 擴展閱讀
維基物種上的相關：長鰭褐蛇鰻